# Johan Erséus
Johan Erséus, född 26 juni 1959 i Stockholm, är en svensk journalist och författare som bland annat skrivit böckerna Solskensolympiaden: Stockholm 1912 och Kungsgatan: ett sekel på Stockholms paradgata, för vilken han 2012 tilldelades Bernspriset.